# Euríclides
Euríclides (en llatí Eurycleidas, en grec antic Εὐρυκλείδας) fou un orador atenenc que juntament amb Mició (o Micó) tenia força influència entre el poble, i va utilitzar aquesta influència indignament, segons Polibi, ja que els atenencs es van inclinar, sota la seva guia, a adular als reis, per a aconseguir els seus favors, especialment el del rei Ptolemeu IV Filopàtor. Segons Pausànies el rei Filip V de Macedònia va fer enverinar tant a Euríclides com a Mició.